# Pulitzer-Preis 1934
Der Pulitzer-Preis 1934 war die 18. Verleihung des renommierten US-amerikanischen Literaturpreises. Es wurden Preise in zehn Kategorien im Bereich Journalismus und dem Bereich Literatur, Theater und Musik vergeben.
Die Jury bestand aus 14 Personen, unter anderem dem Präsidenten der Columbia-Universität Nicholas Murray Butler und Ralph Pulitzer, Sohn des Pulitzer-Preis-Stifters und Herausgeber der New York World.

## Preisträger
| Kategorie                                     | Preisträger                               | Begründung |
| --------------------------------------------- | ----------------------------------------- | --- |
| Dienst an der Öffentlichkeit (Public Service) | Medford Mail Tribune                      | Preis verliehen für die gegen skrupellose Politiker in Jackson County. |
| Berichterstattung (Reporting)                 | Royce Brier, San Francisco Chronicle      | Preis verliehen für den Bericht über den Lynchmord an den beiden Entführern John M. Holmes und Thomas H. Thurmond in San José am 26. November 1933, die für die Entführung eines Kaufmannssohn verhaftet wurden. |
| Korrespondenz (Correspondence)                | Frederick T. Birchall, The New York Times | Preis verliehen für seinen Berichterstattung aus Europa. |
| Leitartikel (Editorial Writing)               | E. P. Chase, Atlantic News-Telegraph      | Preis verliehen für seine Leitartikel Where is Our Money?. |
| Karikatur (Editorial Cartooning)              | Edmund Duffy, The Baltimore Sun           | Preis verliehen für California Points with Pride!. |

| Kategorie                                                   | Preisträger                           |
| ----------------------------------------------------------- | ------------------------------------- |
| Roman (Novel)                                               | Lamb in His Bosom von Caroline Miller |
| Theater (Drama)                                             | Men in White von Sidney Kingsley      |
| Geschichte (History)                                        | The People's Choice von Herbert Agar  |
| Biographie oder Autobiographie (Biography or Autobiography) | John Hay von Tyler Dennett            |
| Dichtung (Poetry)                                           | Collected Verse von Robert Hillyer    |